# Sandersdorf
Sandersdorf è una frazione della città tedesca di Sandersdorf-Brehna, nella Sassonia-Anhalt.

Conta 9 552 abitanti nel 2006

## Storia
Sandersdorf costituì un comune autonomo fino al 1º luglio 2009.